# Comuna de Pątnów
Pątnów (polaco: Gmina Pątnów) é uma gminy (comuna) na Polónia, na voivodia de Lodz e no condado de Wieluński. A sede do condado é a cidade de Pątnów.
De acordo com os censos de 2004, a comuna tem 6502 habitantes, com uma densidade 56,9 hab/km².

## Área
Estende-se por uma área de 114,3 km², incluindo:
- área agricola: 60%
- área florestal: 34%

## Demografia
Dados de 30 de Junho 2004:
|                      | Total   | Total | Mulheres | Mulheres | Homens  | Homens |
| -------------------- | ------- | ----- | -------- | -------- | ------- | ------ |
|                      | pessoas | %     | pessoas  | %        | pessoas | %      |
| População            | 6502    | 100   | 3298     | 50,7     | 3204    | 49,3   |
| Densidade (pop./km²) | 56,9    | 100   | 28,9     | 28,9     | 28      | 28     |

De acordo com dados de 2002, o rendimento médio per capita ascendia a 1302,04 zł.

## Subdivisões
- Bieniec, Dzietrzniki, Grabowa, Grębień, Józefów, Kałuże, Kamionka, Kluski, Pątnów, Popowice, Załęcze Małe, Załęcze Wielkie.

## Comunas vizinhas
- Działoszyn, Lipie, Mokrsko, Praszka, Rudniki, Wieluń, Wierzchlas